# Lista de consulados em Fortaleza
Esta é uma lista de consulados na cidade de Fortaleza de países que mantêm relações diplomáticas com o Brasil.
- Consulado Honorário da Alemanha[1]
- Consulado Honorário da Áustria[2]
- Consulado Honorário da Bélgica[3]
- Consulado Honorário de Belize[1]
- Consulado Honorário da Grã-Bretanha[1]
- Consulado Honorário do Chile[carece de fontes?]
- Consulado Honorário de Chipre[4]
- Consulado Honorário da Colômbia[1]
- Consulado Honorário da República do Congo[1]
- Consulado Honorário da Espanha[5]
- Agência Consular dos Estados Unidos[6]
- Consulado Honorário da Finlândia[7]
- Consulado Honorário da França[8]
- Consulado Honorário dos Países Baixos (Holanda)[9]
- Consulado-Geral Honorário da Hungria[10]
- Vice-Consulado Honorário da Itália[carece de fontes?]
- Consulado Honorário do Líbano[carece de fontes?]
- Consulado Honorário do México[1]
- Consulado Honorário da Noruega[11]
- Consulado Honorário do Panamá[carece de fontes?]
- Vice-Consulado de Portugal[12]
- Consulado Honorário da República Dominicana[1]
- Consulado Honorário da Romênia[13]
- Consulado Honorário da Suécia[14]
- Consulado Honorário da Suíça[carece de fontes?]
- Consulado Honorário do Uruguai[15]

## Representações de comunidades estrangeiras
- Comunidade Argentina[1]
- Comunidade Armênia[1]
- Comunidade de Israel[carece de fontes?]
- Instituto Nipo-Brasileiro[1]